# Dyson-gömb

Dyson-gömb

A Dyson-gömb annak az elmélete, hogy értelmes lények olyan gömböt építenek egy csillag köré, ami annak minden kisugárzott energiáját felfogja, így hatalmas mennyiségű energiára tesznek szert. A kifejezést Freeman Dyson amerikai fizikus és matematikus alkotta meg 1960-ban.

## Megjelenése a kultúrában
A koncepció többféle médiumban megjelent: játékprogramokban, könyvekben, filmsorozatokban is láthatunk példát a Dyson-gömbre.
Néhány példa:
- Futurama c. sorozat (a földlakók az egész Föld köré védelmi héjat építenek a külső támadások ellen);
- Star Trek: Az új nemzedék egyik epizódja;
- Nemere István: Világok világa c. könyve.
- Moonfall c. film

## Észlelése
Ha egy civilizáció energiagyűjtő héjat épít egy csillag köré, akkor az eltakarja a csillag fényét. Azonban, mivel végső soron minden energia hővé alakul, egy ilyen Dyson-gömb infravörös sugárzást bocsát ki magából. Ez már a Földről is érzékelhető az infravörös tartományban.
Voltak kezdetleges próbálkozások a Dyson-gömbök vagy más, a Kardasev-skálán 2. és 3. szintet elérő fejlettségű olyan, hasonlóan hatalmas szerkezetek létezésére utaló bizonyítékok után, amelyek megváltoztathatják a csillaguk színképét, azonban a megfigyelések még nem vezettek eredményre. A Fermilabnél létezik egy, a Dyson-gömbök keresésére létrehozott program, de az ilyen kutatások kezdetlegesek, és nem teljes körűek.